# Frederick Twort

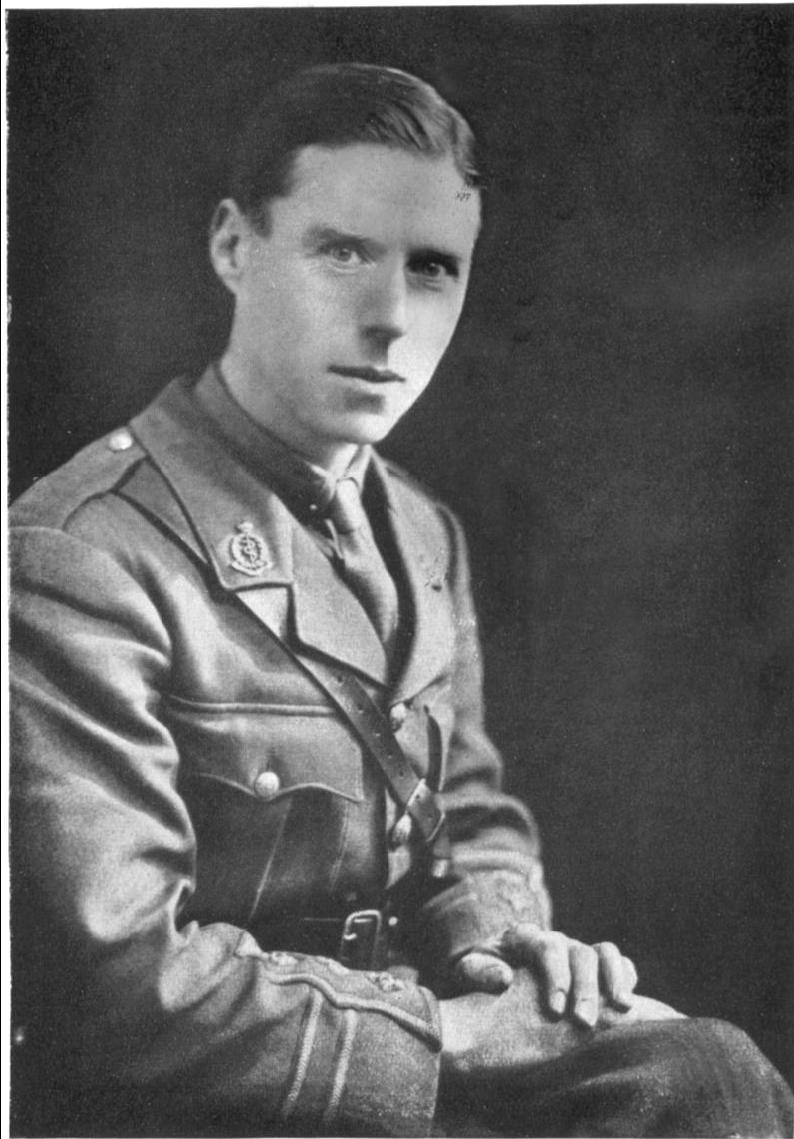
Frederick Twort (ca. 1900)

Frederich Twort (* 22. Oktober 1877 in Camberley, Surrey; † 20. März 1950) war ein englischer Bakteriologe. Er gilt als der Entdecker der sogenannten Bakteriophagen – Viren, welche Bakterien infizieren. Nach Twort ist die Unterfamilie Twortvirinae innerhalb der Virusfamilie Herelleviridae benannt. Ebenso trägt eine Staphylococcus-Phage seinen Namen.

## Biografie
Twort wuchs als das älteste von elf Kindern auf und begann 1894 mit dem Studium der Medizin am St Thomas’ Hospital in London. Im Jahr 1900 nahm er die erste verfügbare, bezahlte Stelle an – jene als Assistent von Dr. Louis Jenner, Direktor eines pathologischen Labors und bakteriologischer Biochemiker. Später assistierte er dem Bakteriologen des London Hospital, Dr. William Bulloch, und leistete in Alleinarbeit die gesamte Labordiagnostik des Krankenhauses.
Seine Freizeitbeschäftigungen waren breit gefächert wie exzentrisch. Er war ein geübter Gärtner und war bestrebt, eine blaue Rose zu züchten. Eine seiner Zuchtmäuse errang mehrere Preise. Er erfand neue Methoden für die Holzreifung, und er stellte verschiedene Violinen her. Er war in experimentelle Kraftwerke involviert und hatte ein Verständnis von Düsentriebwerken.
Im Jahr 1919 heiratete Twort Dorothy Nony, die zu einer seiner wissenschaftlichen Mitarbeiterinnen wurde. Das Paar hatte drei Töchter und einen Sohn, die, wie Twort, Medizin studierten.
Von 1909 an war Twort der Direktor der Brown Animal Sanatory Institution, ein Forschungszentrum für die Pathologie von Tierkrankheiten – eine Position, die er für den Rest seines aktiven Lebens innehalten wird.

## Forschungsarbeiten
1909 wurde Twort zum Vorsteher der Brown Institution, welches ursprünglich dazu gegründet wurde, um „den Menschen nützliche Vierbeiner oder Vögel zu pflegen“. In dieser Funktion verfügte Twort über ein begrenztes Budget, um pathologischen Fragestellungen der Medizin nachzugehen. Er untersuchte sodann, auf welche Nährstoffe primitive Lebewesen wie Bakterien angewiesen sind. Ihm gelang es dann, festzustellen, welche Substanz es Mycobacterium paratuberculosis, ein bei Rindern endemischer Krankheitserreger, ermöglicht, in Petrischalen sich zu vermehren. Diese essenzielle Substanz wurde später als Vitamin K beschrieben.
Beim damaligen Kenntnisstand ging Twort noch davon aus, dass Viren nicht notwendigerweise auf Zellen angewiesen sind, um sich zu vermehren. So versuchte er, verschiedene Viren in sterilen Nährmedien heranzuziehen. Diese Versuche unternahm er mit verschiedenen Grundmaterialien, wie Erdboden, Exkremente, Gras, Heu und Wasser aus Teichen.

### Twort-d'Hérelle-Phänomen
Twort und sein Bruder, Dr. C. C. Twort, versuchten im Jahre 1914 vergeblich, die „essenzielle Substanz“, die für die Kultur von Kuhpocken notwendig war, zu identifizieren. Zu jener Zeit mussten die Kuhpocken – welche als Impfstoff für die menschlichen Pocken dienten – in der Haut von lebenden Kälbern vermehrt werden, und der resultierende Impfstoff war fast immer mit Staphylokokken verunreinigt. Twort vermutete, die unerwünschten Bakterien könnten diese „essenzielle“, von den Kuhpocken benötigte Substanz herstellen. Er brachte sodann den Pockenimpfstoff auf eine Agar-Platte mit Nährstoffen auf, worauf verschiedenfarbige bakterielle Kolonien entstanden. Er untersuchte die Platten mit einer Lupe und fand winzige, durchsichtige Gebiete, aus denen sich keine Bakterien kultivieren ließen. Bald stellte er fest, dass diese gläsern aussehenden Zonen aus zerstörten bakteriellen Zellen bestanden. Auch stellte er fest, dass diese Zerstörung der Staphylokokken übertragbar war – von der einen Kultur auf die andere.
Weitere Experimente zeigten, dass diese für Staphylokokken tödliche Substanz Porzellanfilter passiert, was Bakterien aufgrund ihrer Größe hingegen nicht gelingt. Ebenso fand er heraus, dass diese Substanz Bakterien benötigte, damit sie sich vermehrt. Diese Beobachtungen zeigten, dass Twort die wichtigsten Eigenschaften von Bakteriophagen entdeckt hatte – aber er favorisierte nach wie vor die Idee, diese für Staphylokokken schädliche Substanz sei ein Enzym, das von Bakterien ausgeschieden wird. Die Idee, dass diese Substanz eine bislang unbekannte Lebensform darstellt – nämlich Bakterien-Viren – schien er nicht zu unterstützen.
Twort publizierte im Jahr 1915 die Erkenntnisse in der Zeitschrift The Lancet. Der Kanadier Félix Hubert d’Hérelle hatte Bakteriophagen unabhängig von Twort entdeckt, wobei aber umstritten ist, ob d'Hérelle tatsächlich nicht von Tworts früheren Arbeiten wusste.